# قطعنامه ۱۹۹ شورای امنیت
قطعنامه ۱۹۹ شورای امنیت سازمان ملل متحد که در تاریخ ۳۰ دسامبر ۱۹۶۴ تصویب شد، سندی بین‌المللی دربارهٔ سوالی راجع به جمهوری دموکراتیک کنگو است. این قطعنامه طی نشست ۱۱۸۹ام با ۱۰ موافق، ۰ مخالف و ۱ ممتنع تصویب شد.